# Salvia cerradicola
Salvia cerradicola là một loài thực vật có hoa trong họ Hoa môi. Loài này được E.P.Santos miêu tả khoa học đầu tiên năm 1993.